# Puchar Henriego Delaunaya
Puchar Henriego Delaunaya (fr. Coupe Henri Delaunay) – trofeum przyznawane zwycięzcom mistrzostw Europy w piłce nożnej, które odbywają się co cztery lata od roku 1960. Nazwa pucharu wiąże się z osobą prezesa Fédération Française de Football, pierwszego sekretarza generalnego UEFA (od 15 czerwca 1954 roku do 9 listopada 1955), jednego z pomysłodawców piłkarskich mistrzostw Starego Kontynentu, Henriego Delaunaya. 
Właścicielem oryginalnego trofeum jest UEFA. Dla związku, którego drużyna piłkarska wygra mistrzostwa Europy co najmniej trzy razy z rzędu lub pięciokrotnie, wykonuje się wierną replikę trofeum, ale o nieco mniejszym rozmiarze.

## Puchar z 1960 roku
Pierwszy puchar mistrzostw Europy został wykonany ze srebra w Paryżu w roku 1960, przez złotnika Chobillona, według projektu Arthura Bertranda. Jego waga wynosi około 6 kilogramów, natomiast wysokość 42,5 centymetra. Za wykonanie pucharu UEFA zapłaciła 20 000 franków francuskich. Obecnie to trofeum jest prezentowane w siedzibie UEFA w Nyon.

## Nowa wersja pucharu
W roku 2006 zrodziła się idea zastąpienia zasłużonego trofeum nową, bardziej współczesną wersją, która dwa lata później zaczęła pełnić swoją funkcję. Pierwszym piłkarzem, który podniósł nowy puchar był hiszpański bramkarz Iker Casillas. Nowy puchar jest o 18 cm wyższy i 2 kilogramy cięższy od oryginału. Całość waży 8 kilogramów i mierzy 60 centymetrów. Nowa wersja jest wykonana ze srebra szterlińskiego – stopu czystego srebra (92,5%) i miedzi. Zachowano niemal identyczny kształt i historyczną nazwę. Częściami, które zostały zmienione jest srebrna stopa, która jest większa niż w wersji starszej, ponadto zmieniono proporcje, w efekcie czego trofeum jest smuklejsze od poprzednika. Zmieniono także dekorację powierzchni pucharu – nazwy krajów, w których odbywały się turnieje wygrawerowano na odwrocie czary. Na przedniej stronie czary widnieje logo UEFA. Autorem projektu jest Pierre Delaunay, syn Henriego, zaś prace złotnicze powierzono zakładowi Asprey w Londynie. Wykonanie nowej wersji Coupe Henri Delaunay kosztowało UEFA 15 400 €.
Przed Euro 2012 puchar Henriego Delaunaya był publicznie prezentowany w miastach Polski (Warszawa, Gdańsk, Poznań, Wrocław, Łódź, Kraków, Katowice) i Ukrainy (Kijów, Iwano-Frankiwsk, Charków, Donieck, Dniepropietrowsk, Lwów, Odessa).